# Skovby Sogn (Nordfyns Kommune)
 For alternative betydninger, se Skovby Sogn. (Se også artikler, som begynder med Skovby Sogn)
Skovby Sogn er et sogn i Bogense Provsti (Fyens Stift).
Skovby Sogn hørte til Skovby Herred i Odense Amt, men var i 1800-tallet anneks til Bogense Sogn, der lå i Bogense Købstad og kun geografisk hørte til herredet. Skovby sognekommune blev indlemmet i Bogense Kommune, der blev dannet i 1966 − 4 år før kommunalreformen i 1970. Ved strukturreformen i 2007 indgik den i Nordfyns Kommune.
I Skovby Sogn ligger Skovby Kirke.
I sognet findes følgende autoriserede stednavne:
- Abildro (bebyggelse)
- Eskilstrup (bebyggelse, ejerlav)
- Fjederløkken (bebyggelse)
- Fogense Ø (areal)
- Fælleden (bebyggelse)
- Grønløkke (bebyggelse)
- Harritslev (bebyggelse, ejerlav)
- Harritslevgård (ejerlav, landbrugsejendom)
- Hestehaveskoven (areal)
- Kalvehave (bebyggelse)
- Kassemose (bebyggelse)
- Kattebjerg (bebyggelse)
- Klemstrup (bebyggelse)
- Kristianslund (landbrugsejendom)
- Kærby (bebyggelse, ejerlav)
- Lindebjerg (bebyggelse)
- Pythuse (bebyggelse)
- Skovby (bebyggelse, ejerlav)
- Skovby Nymark (bebyggelse, ejerlav)
- Skovby Sand (bebyggelse)
- Skårup (bebyggelse)
- Stavelsager (bebyggelse)
- Tofte (bebyggelse, ejerlav)